# Twister (banda)
Twister é uma banda brasileira formada em 1999 em Campinas, no interior de São Paulo. A banda inicialmente era composta por Sander Mecca (vocais e guitarra), Leo Richter (baixo e vocais de apoio), Luciano Lucca (teclado e vocais de apoio), Gilson Campos (bateria e vocais de apoio) e Alex Bandera (guitarra e vocais de apoio).

## História
Em 1999 o empresário Hélio Batista decidiu lançar uma nova banda adolescente, contratando Sander e Thiago Calabrez, que tocavam em bares em São Paulo, e Luciano e Gilson, que faziam conservatório de música em Campinas. Thiago, porém, logo foi substituído por Leo Richter antes da gravação do primeiro álbum. Em 2000 lançaram o álbum Twister, o primeiro trabalho da banda pela Abril Music. O hit "40 Graus" alcançou o primeiro lugar das paradas de sucesso e o álbum vendeu 250 mil cópias. Em 2001, Luciano resolveu abandonar o grupo depois de ter alguns desentendimentos com o empresário. Alex entrou na banda para continuar a formação de quarteto. Dois meses depois, o grupo resolveu mudar de empresário e chamaram Luciano de volta, e então o Twister passou a ser um quinteto.
Em 2001, viajaram para Los Angeles após receberem uma proposta da gravadora para o lançamento do primeiro CD em espanhol. Em junho, o CD Twister foi lançado nos Estados Unidos, México e Porto Rico e o grupo ficou em turnê durante um mês, passando por Miami, Los Angeles e Porto Rico. Esse CD não chegou a ser lançado no Brasil. Logo após, a banda foi convidada para abrir show do 'N Sync no México para 100 mil pessoas. Em 2002, o Twister lançou o seu terceiro e último álbum, Mochila e Guitarra no Avião, que trazia uma versão em português de "I Drive Myself Crazy", do 'N Sync. No fim de 2002 Sander foi preso e condenado à 2 anos e meio de detenção por posse de drogas e o Twister decidiu encerrar as atividades devido ao impacto na imagem pública do grupo.
Em 2013 a banda voltou temporariamente para uma turnê comemorativa de 10 anos, lançando também um single, "Pé na Estrada". Em 2023 a banda retornou novamente para a turnê de 20 anos, porém desta vez sem Léo.

## Integrantes

### Atuais
- Sander Mecca - vocal, guitarra e violão (1999–2002, 2013, 2023–presente)
- Gilson Campos  - bateria, percussão, baixo, violão e vocal (1999–2002, 2013, 2023–presente)
- Luciano Lucca - teclado, piano, violão, bateria, percussão e vocal (1999–2001, 2013, 2023–presente)
- Aleks Bandera - guitarra, violão, percussão e vocal (2001–2002, 2013, 2023–presente)

### Antigos
- Leo Richter - baixo, guitarra, violão, teclado, piano, bateria, percussão e vocal (1999–2002, 2013)
- Thiago Calabrez - baixo, guitarra, violão (1999)

## Discografia

### Álbuns de estúdio
| Álbum                       | Detalhes                                                            | Vendas      |
| --------------------------- | ------------------------------------------------------------------- | ----------- |
| Twister                     | - Lançamento: 22 de junho de 2000 - Formatos: CD - Gravadora: Abril | - : 250.000 |
| El Juego de la Vida         | - Lançamento: Julho de 2001 - Formatos: CD - Gravadora: Abril       |             |
| Mochila e Guitarra no Avião | - Lançamento: Março de 2002 - Formatos: CD - Gravadora: Abril       |             |

### Singles
| Título                    | Ano  | Álbum                       |
| ------------------------- | ---- | --------------------------- |
| "40 Graus"                | 2000 | Twister                     |
| "Perdi Você"              | 2000 | Twister                     |
| "Se Um Dia Eu Tiver Você" | 2000 | Twister                     |
| "A História Desse Amor"   | 2001 | Twister                     |
| "El Juego de la Vida"     | 2001 | El Juego de la Vida         |
| "No Hablo Español"        | 2001 | El Juego de la Vida         |
| "Um Beijo Seu"            | 2002 | Mochila e Guitarra no Avião |
| "Para Sempre no Coração"  | 2002 | Mochila e Guitarra no Avião |

| Título                                   | Ano  | Álbum         |
| ---------------------------------------- | ---- | ------------- |
| "Oh Baby!" (Karina Battis part. Twister) | 2001 | Karina Battis |